# Spring pancake
Le spring pancake (chinois simplifié : 春饼 ; chinois traditionnel : 春餅 ; pinyin : chūnbǐng) est un aliment traditionnel chinois propre aux régions du nord. Les locaux mangent des spring pancake le jour appelé lichun pour célébrer le début du printemps.

## Histoire
Le spring pancake a vu le jour sous la dynastie Jin et a prospéré depuis la dynastie Tang. Le lichun était apprécié tant par les anciens rois chinois que par les civils. Contrairement aux grandes fêtes des rois, les civils célébraient le lichun en mangeant des spring pancake enroulés autour de légumes frais et de viande, ce que l'on appelle « mordre le printemps ». Cette coutume implique que les civils prient pour une bonne année de récolte en mangeant des légumes frais et de la viande au début du printemps. Sous la dynastie Qing, les spring pancake sont devenus des crêpes frites enroulées autour d'une garniture comprenant du jambon, du poulet, du porc, des dattes noires, des oignons verts, des noix et du sucre.
En outre, les spring pancake étaient l'un des neuf desserts du banquet royal de la dynastie Qing. Le spring pancake est légèrement plus grand que la crêpe qui est servie avec le canard laqué. Les crêpes enveloppées et fourrées étaient plus tard frites et servies sous forme de rouleaux de printemps.

## Divers
Le porc utilisé pour cuire les crêpes de printemps est généralement acheté dans un magasin de Pékin appelé Tianfuhao, qui existe depuis plus de 270 ans.